# Франса, Лоуривал
Лоуривал Мендес Франса (порт. Lourival Mendes França; ум. 18 августа 2012) — бразильский шашист, международный гроссмейстер (шашки-64), международный мастер (шашки-100).

## Достижения
Лоуривал Франса — единственный в Бразилии чемпион мира по шашкам-64 (1993 год, делёж первого места с Александром Шварцманом). Франса трижды становился чемпионом Бразилии по шашкам-64 (1969, 1970, 1991), а в 1973 году вместе с Лелиу Маркосом стал первым бразильцем, участвовавшим в международном турнире по шашкам (VII чемпионат США по пул чекерсу).
Франса защищал цвета бразильской сборной и в шашках-100, приняв участие в нескольких Панамериканских чемпионатах. Свой лучший результат он показал в этих соревнованиях в 1994 году, заняв 4-е место.
Участник чемпионата мира по международным шашкам в 1982 году (1 очко в 13 играх, 14 место).